# Karaagaci
Karaagaci (în bulgară Караагач) este o arie protejată (sit de importanță comunitară — SCI) din Bulgaria întinsă pe o suprafață de 68,83 ha, integral pe uscat.

## Localizare
Centrul sitului Karaagaci este situat la coordonatele 42°13′24″N 27°46′21″E / 42.2233°N 27.7725°E.

## Înființare
Situl Karaagaci a fost declarat sit de importanță comunitară în martie 2007 pentru a proteja 17 specii de animale.

## Biodiversitate
Situată în ecoregiunea Marea Neagră, aria protejată conține 6 habitate naturale: Estuare, Pășuni mediteraneene udate de apa mării (Juncetalia maritimi), Lacuri eutrofice naturale cu vegetație de tip Magnopotamion sau Hydrocharition, Cursuri de apă de la nivel de câmpie la nivel montan, cu vegetație Ranunculion fluitantis și Callitricho-Batrachion, Roci stâncoase cu vegetație pionieră de Sedo-Scleranthion sau Sedo albi-Veronicion dillenii, Păduri aluvionare cu Alnus glutinosa și Fraxinus excelsior (Alno-Padion, Alnion incanae, Salicion albae).
La baza desemnării sitului se află mai multe specii protejate:
- amfibieni (1): Triturus karelinii
- mamifere (8): liliac cârn (Barbastella barbastellus), vidră de râu (Lutra lutra), liliac cu urechi de șoarece (Myotis blythii), liliac cărămiziu (Myotis emarginatus), liliacul cu potcoavă a lui blasius (Rhinolophus blasii), liliacul mare cu potcoavă (Rhinolophus ferrumequinum), liliacul mic cu potcoavă (Rhinolophus hipposideros), dihor pătat (Vormela peregusna)
- nevertebrate (1): fluturele purpuriu (Lycaena dispar)
- pești (2): Alburnus schischkovi, boarță (Rhodeus amarus)
- reptile (5): Elaphe sauromates, țestoasa de baltă (Emys orbicularis), Mauremys caspica, Testudo graeca, țestoasă bănățeană (Testudo hermanni)

Pe lângă speciile protejate, pe teritoriul sitului au mai fost identificate 4 specii de amfibieni, 7 specii de mamifere, 7 specii de nevertebrate, 10 specii de pești, 10 specii de reptile.